# الحركة الأوروجينية لعموم إفريقيا
كان الحركة الأوروجينية لعموم أفريقيا سلسلة من الأحداث الحركة الأوروجينية الرئيسية من حقبة الطلائع الحديثة التي تتعلق بتكوين القارات غندوانا وبانوتيا قبل حوالي 600 مليون سنة. تُعرف هذه الأوروجينيات أيضًا باسم عموم جوندوانان أو الحركة الأوروجينية السلدانية. تعد الحركة الأوروجينية لعموم أفريقيا والحركة الأوروجينية الغرينفيلية من أكبر الأنظمة المعروفة في الحركة الأوروجينية على الأرض. إن مجموع القشرة القارية المتكونة في الحركة الأوروجينية لعموم أفريقيا والحركة الأوروجينية الغرينفيلية يجعل حقبة الطلائع الحديثة فترة من تاريخ الأرض التي أنتجت معظم القشرة القارية.

## التاريخ والمصطلحات
لقد صاغ كينيدي في 1960 مصطلح عموم إفريقيا للحدث التكتوني الحراري في حوالي 500 مليون سنة عندما تشكلت سلسلة من الأحزمة المتنقلة في إفريقيا بين الكراتونات الأفريقية الأقدم بكثير. في ذلك الوقت، استخدمت مصطلحات أخرى لأحداث الحركة الأوروجينية المتماثلة في قارات أخرى، أي برازيليانو في أمريكا الجنوبية ؛ ادلايدين في أستراليا ؛ و بيردمور في القارة القطبية الجنوبية.
في وقت لاحق، عندما أصبحت الصفائح التكتونية مقبولة بشكل عام، امتد مصطلح عموم أفريقيا ليشمل جميع أنحاء شبه جزيرة جندوانا. نظرًا لأن تكوين جندوانا شمل العديد من القارات وتمتد من حقبة الطلائع الحديثة إلى أوائل حقبة الحياة القديمة المبكرة، لم يعد بالإمكان اعتبار عموم إفريقيا حركة أوروجينية منفردة، ولكن دورة الحركة الأوروجينية التي تضمنت فتح وإغلاق العديد من المحيطات الكبيرة وتصادمات عدة كتل قارية. علاوة على ذلك، فإن أحداث عموم إفريقيا معاصرة للحركة الأوروجينية الكادومية في أوروبا والحركة الأوروجينية البايكالية في آسيا، وربما كانت القشرة من هذه المناطق جزءًا من بانوتنيا (أي جوندوانان عندما تشكلت لأول مرة) خلال مرحلة ما قبل الكمبري.
كانت محاولات ربط الأحزمة الأفريقية والحوض الأفريقي بأحزمة الحركة الأوروجينية البرازيلينية في أمريكا الجنوبية على الجانب الآخر من المحيط الأطلسي مشكلة في كثير من الحالات.

## أحزمة عموم أفريقيا

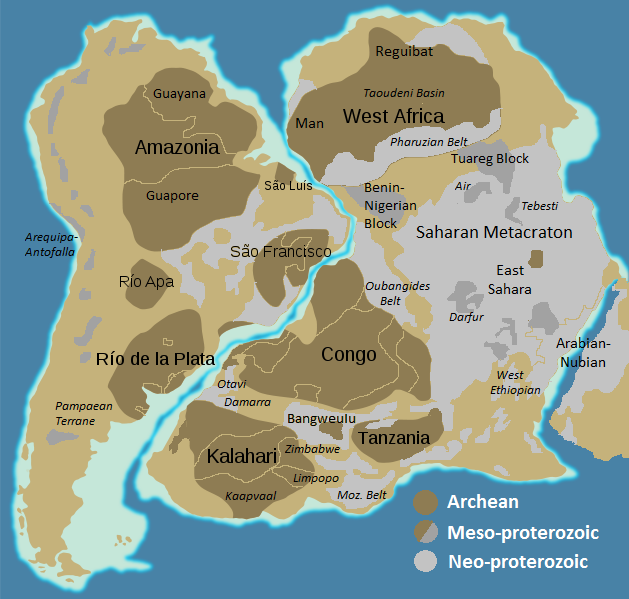
غندوانا الغربية مع الكراتونات الكبيرة باللون البني والحركة الأوروجينية عموم أفريقيا باللون الرمادي